# Marmoritis decolorans
Marmoritis decolorans là một loài thực vật có hoa trong họ Hoa môi. Loài này được (Hemsl.) H.W.Li mô tả khoa học đầu tiên năm 1993.